# 对社交媒体X的审查
X在许多国家的审查受到推特的批准和支持。在“政府官员、企业或其他第三方用户”投诉的非法推特被成功处理的过程中，X会通知看不到这条推文的该国用户。而在其他情况下，当局可能会采取单方面行动封锁该站点。目前，朝鲜民主主义人民共和国、中华人民共和国、俄罗斯聯邦、伊朗伊斯蘭共和國封锁X。

## 中国大陆
推特遭到中国政府的封锁，然而仍然有众多中国网民使用推特。2010年，程建萍被判处劳教1年的评论转推建议日货抵制者在2010年上海世博会期间攻击日本馆。这条推特起初由她的未婚夫发布，他表示这条推特实际上是在讽刺中国反日情绪。
尽管屏蔽了国内对Twitter的访问，但不代表中國对Twitter持抗拒態度，中国一些驻外部门，以及CCTV（中国中央电视台）、环球时报、新华网、人民日报等官媒和观察者网等非官方媒体都使用Twitter、Facebook等社交网络进行对外宣传，扩大国际声誉。
2025年1月20日，中国外交部发言人毛宁主持例行记者会。面对英国《金融时报》记者关于马斯克表示TikTok可以在美国运营，但X却不被允许在中国运营原因的提问，发言人回应，“中国政府依法管理互联网，只要遵守中国的法律法规，提供安全可靠的产品和服务，我们欢迎各国的互联网企业来中国发展。”

## 埃及
2011年1月25日，2011年埃及革命期间，埃及民众无法访问推特。一些新闻报道指责埃及政府封锁推特，而埃及最大的移动网络运营商沃达丰埃及（Vodafone Egypt），澄清这不是他们的行动。然而，推特的新闻稿并没有说明是哪一家公司承认它们提请封锁，截至1月26日，推特仍无法在埃及访问。1月27日，各大报道声称埃及国内的整个互联网已被关闭。
互联网关闭不久后，谷歌、推特和SayNow（1月份被谷歌收购的语音通讯创业公司）宣布启动Speak to Tweet服务。谷歌在官方博客上宣布服务的目标是协助埃及示威者在互联网关闭期间保持联络。用户使用手机发布推特可以留下语音信箱留言，并使用推特标签#Egypt。用户只需拨打同一个指定的电话号码，就可以在没有互联网连接的情况下访问这些推文。而接入互联网的用户可以透过访问twitter.com/speak2tweet收听这些推特。
2月2日，埃及四大服务提供商重新建立连接。一个星期后，发生在革命高潮阶段的严格过滤结束。

## 法國
匿名用户发布反犹太人和种族主义者的帖子后，推特从它的服务中删除了这些帖子。法国宣传组织犹太学生联盟提出诉讼后，2013年1月24日，法官Anne-Marie Sauteraud责令推特透露发布反犹太主义帖子的用户的信息，并指控该帖子违反法国的反对仇恨言论的法律。推特回应称会针对法国的指控“审查其选项”。在每日罚款1000欧元（约合1300美元）的命令生效前，推特有两个星期的时间遵守法庭命令。由于推特在法国没有办公室和员工，存在管辖权问题，所以目前还不清楚法国法庭会如何制裁推特。

## 印度
2012年8月阿萨姆邦暴力事件后，PM0India、Indian-pm和PMOIndiaa等推特账户因欺骗印度总理而遭到封禁。
2020年8月開始印度農民抗議政府通過的新農業法，大量示威者在Twitter上討論事件，2021年2月1日印度電子信息技術部要求Twitter封鎖250個賬號和推文，Twitter封禁數十個賬號十二小時，包括一些知名人士的賬號。之後印度電子信息技術部根據《信息技術法》69A對Twitter及其高管發出警告，如不處理相關内容將面臨有期徒刑和罰款。2月10日，Twitter和印度電子信息技術部召開網上會議，同日印度發佈新聞稿指責Twitter在處理2021年美国国会大厦遭冲击事件和德里红堡騷動時有區別對待之疑。隨即Twitter應要求封鎖500個賬號，絕大部分為永久封禁，以防止印度農民抗議等相關字眼（如farmer genocide）出現在Twitter趨勢上。
2021年4月印度新冠疫情惡化，印度要求Twitter和Facebook刪除一些對印度政府處理疫情不力的貼文，印度認為相關言論會製造恐慌。

## 伊朗
2009年伊朗总统选举期间，伊朗政府担心有组织的抗议，封锁了推特。2013年9月，推特和Facebook的封锁出于技术错误，在没有通知的情况下被短暂解除，但当天该站点再次被封锁。

## 俄羅斯
2014年5月19日，推特封锁了俄罗斯用户中的亲乌克兰政治账户。这件事发生后不久，一名俄罗斯官员扬言如果推特拒绝删除违反俄罗斯法律的推文，将会完全封锁推特。
2014年7月2日，推特封锁了一个属于黑客群体的账户，该账户将克林姆林宫的一些内部文件在互联网上泄露。
由於推特公司拒絕響應俄罗斯联邦通信、信息技术和大众传媒监督局的要求刪除貼文，2021年3月10日起，俄罗斯联邦通信、信息技术和大众传媒监督局降低俄罗斯100%的移动设备和50%的固定设备上的推特的运行速度。4月2日，俄罗斯莫斯科市一家法庭裁定推特需繳納罚金890万卢布。

## 
2010年8月，朝鲜政府开设推特账户后，韩国政府试图封锁推特上的某些内容。8月12日，朝鲜推特账户uriminzok（朝鲜语：我们民族之间），在不到一周的时间内吸引了4500名关注者。2010年8月19日，韩国国营通信标准委员会以传播“非法信息”为由封锁该推特账户。据BBC美国和加拿大的消息，专家称朝鲜为了了解如何使用社交网站，已经投资“信息技术超过20多年”。这对朝鲜这个一直在他们的新闻中发布政治宣传、经常反对韩国并称他们为“战争贩子”的闭锁国家来说，似乎是“一件新鲜事”。尽管只有36条推文，但这个推特账户积累了9000个关注者。截至目前，韩国委员会已下令禁止65家网站，其中包括该推特账号。

## 土耳其
2014年3月20日，法庭下令网络服务应用“保护措施”，推特的访问被封锁。总理雷杰普·塔伊普·埃尔多安在早前的言论中破坏性指控他的小圈子里的腐败行为后，发誓要“消灭推特”。然而，2014年3月27日，伊斯坦布尔·安那托利亚第18刑事法庭驳回该法庭申请。土耳其宪法法院随后裁定该禁令违法。两个星期后，土耳其政府解封推特。4月20日周日，《法兰克福汇报》报道推特已经封禁了土耳其两大敌对政权@Bascalan和@Haramzadeler333的账户，两个账户因揭发腐败而知名。事实上2014年3月26日，推特宣布在土耳其首次使用国家版主内容工具。截至2014年6月，推特在土耳其扣查了14个账户和“数以百计的推文”。

## 阿联酋
2015年2月，阿布扎比三姐妹在发布推文“我想念我的弟兄”后，遭到阿联酋当局逮捕后失踪。三姐妹没能联系到她们的家人或法律代表。
据悉，这三名妇女曾和平地宣传他们的兄弟伊萨·苏瓦伊迪的网上竞选。伊萨是2013年所审判的94名持不同政见者中69名被定罪人士之一，该审判被媒体称为“UAE 94”。

## 英国
英国首相戴维·卡梅伦曾在2011年英国骚乱期间威胁要关闭推特，但没有采取任何行动。

## 委內瑞拉
推特的图片及Pastebin.com和对讲机应用程序Zello等其他分享图片的网站，于2014年2月被委内瑞拉封锁。为了应对封锁，推特向委内瑞拉提供一个用手机短信发送推特的解决方法。

## 
2016年4月4日，朝鲜政府正式宣布屏蔽推特，并表示任何试图破解的人士将受到朝鲜法律的惩罚。

## 美国
2020年5月26日，美國總統特朗普的一推文被推特打上“事实核查”的标签。推特此舉引發特朗普強烈不滿。特朗普连续发推文反击，指责推特“干涉2020年11月大选”、“扼杀言论自由”。5月28日，特朗普签署行政命令，內容為削弱社交媒体的法律责任豁免權。同日，推特又將特朗普的一條推特標記為美化暴力。
2020年10月，恰逢2020年美國總統選舉，紐約郵報爆料民主黨總統候選人拜登與其子與中國企業往來密切，拜登之子杭特在拜登任美國副總統時，利用父親的副總統職權施壓烏克蘭政府。但紐約郵報此舉導致自家的推特帳號被封鎖。推特告知紐約郵報，必須刪除拜登醜聞的文章才能解除封鎖。推特的封鎖行為招致共和黨參議員批評。
2022年12月，伊隆·馬斯克通過四名獨立記者發佈「推特文件」，披露拜登政府通過推特影響他國選舉，美國中央司令部成立「白名單」鼓吹軍方觀點，還有打壓政敵共和黨，封禁共和黨的推特賬號，另外美國中情局和聯邦調查局有干涉平台政策。在馬斯克收購推特後，美國國務院還給推特公司發出一份「禁言名單」，名單中都是反對國務院的美國異見人士。
2023年4月16日，伊隆·馬斯克在福克斯採訪中披露美國政府機構能完全存取（have "full access"）任何Twitter用戶的資料，包括用戶的私信內容。

## 以色列
2016 年，应以色列司法部的要求，美国博主理查德·西尔弗斯坦 (Richard Silverstein) 对一项刑事调查的评论被以色列 IP 地址屏蔽，该调查涉及一名未成年人，因此根据以色列法律，该调查受到禁言令的约束。.

## 巴基斯坦
2014年5月，应巴基斯坦政府的要求，推特定期禁用巴基斯坦境内查看特定“推文”的功能，理由是这些推文亵渎神明，5月份推特已五次禁用该功能。
2017 年 11 月 25 日，NetBlocks互联网关闭观察站和数字权利基金会收集了全国范围内封锁推特和其他社交媒体服务的证据，这是政府为回应宗教政党Tehreek-e-Labaik的抗议活动而实施的。 技术调查发现，巴基斯坦所有主要的固定电话和移动服务提供商都受到了这些限制的影响，随着司法部长扎希德·哈米德辞职，抗议活动逐渐平息，巴基斯坦电信管理局于第二天取消了这些限制。
2024年2月，巴基斯坦政府当局在2024年大选前封锁了推特。4月，出于国家安全考虑，该禁令得以维持。尽管政府坚持这一立场，但政府和巴基斯坦电信管理局（PTA）均拒绝就此次网络中断事件发表评论，而互联网监督组织已广泛报道了此事。
反对该禁令的活动人士认为，该禁令旨在压制大选后的异议，因为大选因广泛指控的选举舞弊和随后的抗议活动而蒙上阴影。当局还在选举当天关闭了移动服务，同样以安全担忧为由。互联网监控组织NetBlocks报告称，2月10日，在该国等待选举结果期间，用户无法访问推特。
据法新社援引律师莫伊兹·贾费里的话报道，今年4月，信德省高等法院命令政府在一周内恢复对该平台的访问，莫伊兹·贾费里曾对这项禁令提出单独挑战。 NetBlocks的Alp Toker指出，尽管有此命令，但推特的访问仍然不稳定，可用性根据互联网服务提供商的不同而波动，迫使用户依赖虚拟专用网络(VPN)。
伊姆兰·汗领导的正义运动党（PTI）是社交媒体平台的活跃用户，尤其受到这项禁令的影响。尤其是在选举前夕，该国传统媒体开始审查有关汗及其政党的新闻后，这种对社交媒体的依赖进一步加剧。汗在推特上拥有超过2000万粉丝，他的政党呼吁抗议2024年大选涉嫌舞弊。2月中旬，一名政府官员承认选举存在舞弊行为，这进一步引发了人们对选举透明度的担忧，不仅证实了汗的说法，也进一步佐证了相关指控。
NetBlocks通过其实时指标确认，推特自2月以来在巴基斯坦一直受到限制，大多数用户的服务仍然完全或间歇性受限。他们补充说，此次事件发生在巴基斯坦大选期间互联网审查力度加大之际。 《黎明新闻》媒体策略师阿萨德·贝格表示，“政府的行为充满了威权主义的气息，以维持控制的名义压制异议、压制声音。” 许多非政府组织也对巴基斯坦推特禁令进行了谴责。
2025年5月7日，在印巴冲突期间，恢复访问。

## 緬甸
2021年2月5日，政变后掌权的军方国家管理委员会下令移动和互联网提供商在该国屏蔽推特和Instagram，此前Facebook也采取了类似的审查措施。 推特发言人随后表示，该公司将“继续倡导结束政府主导的破坏性关闭”。

## 
截至2018年, 土库曼斯坦封锁了外国新闻和反对派网站，推特等国际社交网络“经常无法访问”。
2021年7月2日，乌兹别克斯坦宣布推特、TikTok、VKontakte和Skype违反了一项新的个人数据法，并封锁了这些应用的访问。与此同时，乌兹别克斯坦还通过了一项新法律，将在网上侮辱或诽谤总统定为犯罪，因为该国即将于同年晚些时候举行总统选举。这些网站于2022年3月16日短暂解封，但数小时后再次被封。 2022 年 8 月 1 日，对推特和VKontakte的访问禁令再次解除。

## 奈及利亞
2021年6月5日至 2022年1月13日，尼日利亚禁止访问推特。 此前，推特删除了尼日利亚总统穆罕默杜·布哈里的推文，并暂时关闭了其账号。布哈里在推文中警告尼日利亚东南部人民， 尼日利亚人民主要为伊博人，由于尼日利亚东南部持续不断的叛乱，1967年尼日利亚内战可能会重演。 尼日利亚政府声称，删除总统推文是他们做出这一决定的因素之一，但最终是基于“尼日利亚社交媒体平台存在的一系列问题，通过该平台传播的错误信息和虚假新闻已在现实世界中造成了暴力后果”。 指出该平台持续被用来进行可能破坏尼日利亚企业生存的活动。

## 坦桑尼亚
2020年10月29日，坦桑尼亚的互联网服务提供商在2020年坦桑尼亚大选期间阻止了对推特和其他社交媒体平台的访问。